# Зарембо-Рацевич, Георгий Всеволодович
Георгий Всеволодович Зарембо-Рацевич (14.04.1916, Петроград — 10.05.1996, Санкт-Петербург) — российский учёный, лауреат Государственной премии СССР (1968).
Отец — Всеволод Аркадьевич, полковник императорской армии. Мать — Евгения Николаевна, урожд. Архангельская, дочь купца первой гильдии.
Окончил Ленинградский строительный техникум (1938) и Ленинградский заочный индустриальный институт по специальности «машины и оборудование» (1953).
В 1938—1946 работал на маслоэкстракционном заводе.
С 1946 г. и до последних дней жизни — во ВНИИ жиров (ВНИИЖ): техник-конструктор, зав. сектором конструирования оборудования, зав. лабораторией автоматизации, главный инженер и главный конструктор ЦКБ, заместитель директора ВНИИЖ.
Доктор технических наук (1984, диссертация: Исследования и разработки в области совершенствования технологических процессов и оборудования масложировых производств : диссертация … доктора технических наук в форме научного доклада : 05.18.06. — Ленинград, 1983. — 55 с. : ил.; 29х20 см).
Автор более 100 печатных научных работ, 49 изобретений, 10 патентов.
Один из основателей Русского генеалогического общества (1989), автор работ по генеалогии.
Государственная премия СССР 1968 года — за коренное усовершенствование способа гидрогенизации растительных масел путём создания и внедрения непрерывных методов.
Умер 10 мая 1996 г. после продолжительной болезни.